# Đá Chim Én

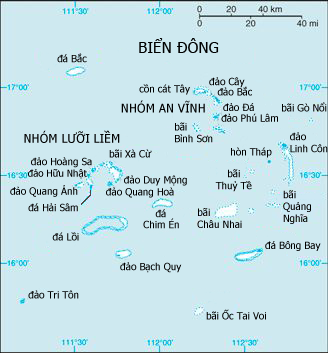
Quần đảo Hoàng Sa

Đá Chim Én là một rạn san hô vòng thuộc nhóm đảo Lưỡi Liềm của quần đảo Hoàng Sa. Đá này cách đá Lồi 9,7 hải lý (18 km) về phía đông bắc và cách đảo Quang Hòa 16,2 hải lý (30 km) về phía đông nam.
Đá Chim Én là đối tượng tranh chấp giữa Việt Nam, Đài Loan và Trung Quốc. Hiện nay, Trung Quốc đang kiểm soát đá này.
- Tên gọi: đá Chim Én[1][2] hay đá Chim Yến; tiếng Anh: Vuladdore Reef; tiếng Trung: 玉琢礁; bính âm: Yùzhuó jiāo, Hán-Việt: Ngọc Trác tiêu
- Đặc điểm: có chiều dài tính từ đông sang tây vào khoảng 8,4 hải lý (15,6 km) và chiều rộng 1,8 hải lý (3,3 km). Rạn vòng này chìm dưới nước phần lớn thời gian trong ngày; khi thủy triều xuống thì cũng chỉ có vài hòn đá nhô lên.[3]

Ngày 24 tháng 6 năm 2012, tỉnh Hải Nam (Trung Quốc) quyết định thành lập bốn khu bảo tồn "di sản văn vật dưới nước" tại quần đảo Hoàng Sa, trong đó có đá Chim Én.